# Paule Nolens
Paule Nolens (Hasselt, 22 maart 1924 - aldaar, 10 juni 2008) was een kunstenares die werkzaam was in Hasselt.

## Biografie
Van 1942-1945 kreeg ze privéles tekenen van beeldhouwster Nina Jascinsky welke haar in aanraking bracht met het werk van Paul Gauguin. Vanaf 1945 volgde ze de opleiding aan het Hoger Instituut voor Sierkunsten (École nationale supérieure des arts visuels) in de Abdij Ter Kameren.
Hier kreeg ze les van Charles Counhaye in de richting muurschildering en wandtapijt. In 1951 werd ze tekenlerares in Genk en Tongeren. In 1952 begon ze een atelier, waar ze tekeningen, schilderijen en glas-in-loodramen vervaardigde.
In 1959 vertrok ze naar de Verenigde Staten waar ze glasramen en mozaïeken ontwierp en tentoonstelde. In 1960 kwam ze terug naar België en in 1961 richtte ze, samen met Pierre Cox, Robert Vandereycken, Walter Vilain en Amand Van Rompaey de Kunstgroep Helikon op. In 1965 begon ze ook met etsen te vervaardigen. Een deel van haar kunst is religieus van aard. Zo vervaardigde ze in 1958 een muurschildering in de Sint-Jozefskerk te Sledderlo.